# عدم الإدراك اللاهوتي

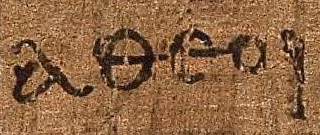

عدم الإدراك الإلهياتي (بالإنجليزية: Theological noncognitivism)‏ وهو حجة/فكر ينص على أن كلمات مثل الله/الخالق/الرب في الديانات بشكل عام والسماوية بشكل خاص، ليست ذات قيمة أو معنى و لايمكن ضمن الواقع الحالي ومحدودية الموارد والامكانات البشرية تكوين قيمة أو معنى لها.

## عدم الإدراك الإلهياتي و للجهلية
تختلف الجهلية (بالإنجليزية:  ignosticism)‏ عن عدم الإدراك الإلهياتي في انها لا ترى حاجة من الاساس في الخوض في قضية وجود معرفة أو عدم وجود المعرفة با الله/الخالق/الرب بعكس عدم الإدراك الإلهياتي الذي ينتظر تعريف واضح لــ الله/الخالق/الرب قبل الخوض في قضية وجود الله ،ولكنهما في نفس الوقت تشتركان في الاساس نفسه.[1]قالب:مارتن،مايكل، الالحادية:تبرير فلسفي،1990